# محمد عصفور
محمد حسن محمد عصفور أكاديمي وباحث ومترجم وناقد وشاعر أردني من مواليد قرية عين غزال التابعة للواء حيفا عام 1940 ويدرّس الأدب الإنجليزي والترجمة في الجامعة الأردنية وجامعة فيلادلفيا.
درس اللغة الإنجليزية في جامعة بغداد وحصل على درجة البكالوريوس عام 1964 وأتم دراسة الماجستير في جامعة إنديانا في الولايات المتحدة الأمريكية عام 1970. حصل على درجة الدكتوراه في الأدب الإنجليزي من جامعة إنديانا عام 1973. شغل عصفور رئاسة قسم اللغة الإنجليزية في الجامعة الأردنية لمدة 8 سنوات وذلك منذ العام 1982، كما تولى منصب نائب عميد كلية الآداب في الجامعة الأردنية وشغل بعدها منصب العميد في كلية الآداب. تنوعت المباحث الأدبية التي يدرسها عصفور في لطلبة الجامعة سواء في مرحلة البكالوريوس أم الماجستير أم الدكتوراة فقد درس الشعر والدراما والنقد الأدبي والأدب الأوروبي والأدب المقارن والأدب في القرن الثامن عشر والتاسع عشر والأدب في القرن العشرين، بالإضافة إلى تدريس الكتابة الإبداعية وفنون الخطابة والجدل والتذوق الأدبي.

## الجوائز والمنح
حصل محمد عصفور على العديد من الجوائز التقديرية لأعماله الأدبية وإسهاماته في مجال النقد الأدبي والترجمة والمنافحة عن اللغة العربية، فقد حاز في مرحلة الدراسة عام 1964 على جائزة رئيس الوزراء العراقي لحصوله على الترتيب الأول في قسم اللغة الإنجليزية في جامعة بغداد، وحصل بعدها أثناء عمله معيداً في الجامعة الأردنية على بعثة الجامعة للحصول على درجتي الماجستير والدكتوراه من جامعة إنديانا وذلك بين العامين 1967 و 1973. كما حصل على جائزة الكويت للتقدم العلمي لأحسن كتاب مترجم وكان ذلك في العام 1983, وشهادة جامعة فيلادلفيا تقديراً للأعمال المتميزة في الترجمة إلى اللغة العربية عام 2004. كما خصل على جائزة الدولة الأردنية التقديريّة في مجال الترجمة عام 2012.

## الأعمال التي ترجمها
1. «الرفض»، قصة قصيرة بقلم فرانز كافكا، العاملون في النفط (أيار 1965)، 22-23 .[1]
2. «الرقابة على السينما في الأقطار المختلفة» لكتّاب مختلفين، حوار (كانون الثاني – شباط 1966)، 135–149 .
3. «وليم دين هاولز» في ثلاثة قرون من الأدب، بإشراف فورستر وفوك، اختاره وأشرف على ترجمته جبرا إبراهيم جبرا (بيروت: دار مكتبة الحياة، 1967) الجزء 3، ص 17-33.
4. «زورق النجاة» بقلم ستيفن كرين، في المصدر السابق، ص 206-240 .
5. صيادون في شارع ضيق، رواية بقلم جبرا إبراهيم جبرا، بيروت، دار الآداب، 1974م. وقد صدرت الترجمة في عدة طبعات أخرى.
6. «إكسير الحياة»، قصة بقلم رتشرد غارنت، الثقافة العلمية (تشرين الثاني 1980)، 4-8 .
7. البدائية، تحرير أشلي مونتاغيو، الكويت، المجلس الوطني للثقافة والفنون والآداب، 1982م.[2]
8. مفاهيم نقدية، بقلم رنيه ولك، الكويت، المجلس الوطني للثقافة والفنون والآداب، 1987م.[3]
9. هل تكسب الإنسانية معركتها؟ تقرير الهيئة المستقلة الخاصة بالقضايا الإنسانية التابعة للأمم المتحدة (عمان: 1989).
10. علم الأحياء والأنثروبولوجيا والطبيعة البشرية، بقلم ستيفن روز وآخرين وترجمة د. مصطفى إبراهيم فهمي ومراجعة محمد عصفور (الكويت: المجلس الوطني للثقافة والفنون والآداب، 1990).[4]
11. «الحب في زمن الكوليرا»، مجلة الثقافة الأجنبية (الكويت).
12. «إليوت وكورتسيوس»، مجلة الثقافة الأجنبية (الكويت).
13. «ملف إنغمار بيرغمان»، مجلة الثقافة الأجنبية (الكويت).
14. «الأدب الأمريكي»، مجلة الثقافة الأجنبية (الكويت).
15. «الكتب العلمية لهذه السنة»، مجلة الثقافة الأجنبية (الكويت).
16. تشريح النقد، بقلم نورثرب فراي، عمان، الجامعة الأردنية، 1991.
17. العبقرية والإبداع والقيادة، بقلم دين كيث سايمنتن، ترجمة: عبد الحميد شاكر، مراجعة محمد عصفور، الكويت، المجلس الوطني للثقافة والفنون والآداب، 1993م.[5]
18. الشفاهية والكتابية، بقلم والتر ج. أونغ، ترجمة حسن البنا عز الدين، مراجعة محمد عصفور، الكويت، المجلس الوطني للثقافة والفنون والآداب، 1994.[6]
19. البنيوية وما بعدها، تحرير جون سْتَروك، الكويت، المجلس الوطني للثقافة والفنون والآداب، 1996).[7]
20. «الحديقة الأندلسية: دراسة في مدلولاتها الرمزية»، بقلم جيمس دكي، نشر في كتاب من تحرير الدكتورة سلمى الخضراء الجيوسي
21. مقدمة كتاب الكتورة سلمى الخضراء الجيوسي مختارات من الأدب الفلسطيني (بيروت: المؤسسة العربية للدراسات والنشر، 1997)، ص 1-100.
22. النظرية الاجتماعية الحديثة، بقلم إيان كريب، ترجمة محمد حسين غلوم، مراجعة محمد عصفور، الكويت، المجلس الوطني للثقافة والفنون والآداب، 1999.
23. فجر العلم الحديث، بقلم توبي هَفّ، الكويت، المجلس الوطني للثقافة والفنون والآداب، 2000.[8]
24. الأتراك والإنكليز والمغاربة في عصر الاستكشاف، بقلم نبيل مطر، بيروت، المؤسسة العربية للدراسات والنشر، 2012.
25. القضية الصهيونية، بقلم جاكلين روز، القاهرة، المركز القومي للترجمة، 2007.
26. فورستر وسياسة الإمبريالية، بقلم محمد شاهين، القاهرة، المجس الأعلى للثقافة، 2009.
27. الرواية والأمة، بقلم پاترك پارندر (القاهرة: المجس الأعلى للثقافة، 2009)
28. جينالوجيا الدين: الضبط وأسباب القوة في المسيحية والإسلام، بقلم طلال أسد، بيروت، دار الكتاب الجديد، 2014
29. العالم والنص والناقد، بقلم إدوارد سعيد (سيصدر قريباً)
30. صخرتا الزمن: العلم والدين في امتلاء الحياة، بقلم ستيفن جَي گولد، أبو ظبي، هيئة أبو ظبي للثقافة [كلمة] 2010
31. علِّم بثقة، بقلم دُغْلَس ليموڤ. عمان: أكاديمية الملكة رانيا لتدريب المعلِّمين،

## مؤلفاته باللغة العربية
1. «موقفان تجاه الشعر الحر»، الآداب (آب 1964)، 61-62 .[1]
2. «صيادون في شارع ضيق»، الآداب (حزيران 1974)، 38-41 .
3. «ماهر البطوطي يشوه صورة جويس» الآداب الأجنبية (تموز 1976)، 290-297.
4. «صورة الإسلام والمسلمين في الأدب الغربي حتى القرن الثامن عشر»، عالم الفكر (يناير-مارس 1978)، 135-154 . أعيد نشر البحث في دراسات إسلامية، وهي مختارات نشرتها مجلة عالم الفكر سنة 1984 .
5. «المعنى في الشعر»، أفكار (حزيران 1978)، 68-75 .
6. «المغنون في الظلال» (دراسة لقصة من قصص جبرا)، أفكار (أيلول 1978)، 169-174 .
7. «ملاحظات حول القصة القصيرة في الأردن»، المهرجان السنوي الثالث لرابطة الكتاب الأردنيين: ملحق الشعر والقصة (عمان، منشورات رابطة الكتاب الأردنيين، 1980)، ص 133-143 .
8. «البنية الأسطورية في صراخ في ليل طويل»، فصول أدبية وتاريخية لمجموعة من العلماء والأدباء مهداة إلى ناصر الدين الأسد، تحرير حسين عطوان (بيروت، دار الجيل، 1993)، ص 401-416 . أعيد نشره في القلق وتمجيد الحياة: كتاب تكريم جبرا إبراهيم جبرا، تحرير عبد الرحمن منيف (بيروت، المؤسسة العربية للدراسات والنشر، 1995) ص 112-124 .
9. «الأثر الغربي في شعر الشابي ونقده»، دورة أبو القاسم الشابي: أبحاث الندوة ووقائعها (الكويت، مؤسسة جائزة عبد العزيز سعود البابطين للإبداع الشعري، 1996)، ص 197-223 .
10. «جبرا إبراهيم جبرا شاعراً»، دراسات نقدية في أعمال السياب، حاوي، دنقل، جبرا، تحرير فخري صالح (بيروت: المؤسسة العربية للدراسات والنشر، 1996)، ص 137-183 . ونشر البحث أيضاً في كتاب في محراب المعرفة: دراسات مهداة إلى إحسان عباس، تحرير إبراهيم السعافين (بيروت، دار صادر ودار الغرب الإسلامي ، 1997)، ص 369-408 .
11. «مزامير الثائر الهارب: محمود درويش وأزمة الشاعر الفلسطيني»، زيتونة المنفى: دراسات في شعر محمود درويش، تحرير جريس سماوي (بيروت، المؤسسة العربية للدراسات والنشر ، 1998)، ص 107-124 .
12. «تاريخ علاقة جبرا: الأستاذ والصديق»، الجديد في عالم الكتب والمكتبات ، العدد 2 (ربيع 1994)، ص 20-21 .
13. أوضاع البحث العلمي في مؤسسات التعليم العالي الأردنية 1962 –1989، مع مجموعة من الباحثين (عمان : جامعة آل البيت ، 1997).
14. «الكينونة الكبيرة: دراسة لرواية البحث عن وليد مسعود»، دراسات، عدد خاص (2001)، ص 1-16
15. مهارات الاتصال باللغة العربية (مع آخرين). جزآن (عمان : مطبعة الجامعة الأردنية ، 1999).
16. «محمود سيف الدين الإيراني»، بحث أعدَّ بمناسبة الذكرى 25 لوفاته،
17. «محمود السمرة والأدب الأوروبي» محمود السمرة الناقد والمثقف والإنسان ، تأليف خليل الشيخ وآخرين ، عمان: مؤسسة عبد الحميد شومان وبيروت : المؤسسة العربية للدراسات والنشر ، 2002، ص 51-67 .
18. «إحسان عباس مترجماً»، عام على الرحيل لمجموعة باحثين (عمان: وزارة الثقافة، 2007)، ص 209-233.
19. «من يأخذ ومن يعطي في الترجمة ولماذا ؟»، الترجمة وتفاعل الثقافات : حلقة بحثية ، لمجموعة باحثين (القاهرة، المجلس الأعلى للثقافة ، 2004)، ص 901-925 .
20. «شعر جبرا السياسي» (نشر في عدد حديث من المجلة الثقافية التي تصدرها الجامعة الأردنية)
21. «تأثير الترجمة في اللغة العربية»، مجلة جامعة الشارقة للعلوم الشرعية والإنسانية ، المجلد 4، العدد 2 (يونيو 2007)، ص 195-216.
22. دراسات في فن الترجمة ونقدها (بيروت: المؤسسة العربية للدراسات والنشر، 2009)
23. نرجس والمرايا: دراسة لكتابات جبرا إبراهيم جبرا الإبداعية (بيروت، المؤسسة العربية للدراسات والنشر، 2009)
24. الترقيم في اللغة العربية (عمّان، دار البركة، 2009)
25. «ثريّات متلاحقة، استمرار لنجوم السماء: جبرا إبراهيم جبرا والقدس». المجلة الثقافية، العدد 76 (2009)، ص20-31.
26. «مساهمة محمد عدنان البخيت في التخطيط لكتاب تاريخ البشرية وتحريره»، محمد عدنان البخيت: مؤرِّخاً وموثِّقاً وأستاذاً ومؤسِّساً، لعدد من الكتّاب (بيروت: مؤسسة عبد الحميد شومان والمؤسسة العربية للدراسات والنشر، 2010)، ص 315-337.
27. «الدراسات البينية والتخصُّصية في العلوم الإنسانية»، مجلّة الآداب: دورية علمية محكَّمة تصدر عن جامعة الملك سعود، المجلَّد 25، العدد 2 (مايو 2013)، ص 231-240.
28. «محمود درويش ناثرا».

## مؤلفاته وأبحاثه باللغة الإنجليزية
1. “Motivation in The Cenci,” Dirasat (May 1975), pp. 19–35.[1]
2. “Islam in Southey’s Epics,” Dirasat (December 1978), pp. 7–37.
3. “Some Aspects of the Influence of English Poetry on Arabic Poetry,” Dirasat (May 1979), pp. 37–47.
4. Notes on Rasselas (London: Longman York Press, 1981).
5. “Cultural Barriers in Teaching English Literature to Arab Students,” Papers from the First Conference on the Problems of Teaching English Language and Literature at Arab Universities, ed. M. H. Ibrahim and Eid Dahiyat (Amman: University of Jordan, 1983), pp. 78–92.
6. “’The Letter Killeth’: A Study of The Merchant of Venice,” Dirasat, XII.8 (1985), 7-18.
7. “Acting in Hamlet,” Dirasat XII.8 (1985), 13-30.
8. “The Politics of Love,” Dirasat XIII.1 (1985), 7-18.
9. “Literary Prophecy,” Abhath al-Yarmouk IV.1 (1986), 7-18.
10. “Thomas Moore and the Pitfalls of Orientalism,” International Journal of Islamic and Arabic Studies X.1 (1987), 75-92.
11. The Fourth International Conference on the History of Bilad al-Sham During the Byzantine Period, vol. II, ed. With Adnan al-Bakhit (Amman: , 1986).
12. Arabic in Three Months (London: Hugo Language Books, 1990).
13. Reading On: An Anthology for Students of Literature (London: Prentice-Hall, 1990).
14. “Jabra’s English Poetry,” Dirasat (Special Issue, August 1999), pp. 19–33.
15. Communication Skills (with others), 2 vols. (Amman: University of Jordan, 1999).
16. “The Translation of Poetry: An Example from Nazik al-Mala’ika,” From Silence to Sound, ed. Mohammad Shaheen, (Beirut: Dar al-Gharb al-Islami, 2000), pp. 458–508.
17. “Ibn Battuta,” The Literature of Travel and Exploration: An Encyclopedia. 3 vols. (London: Dearborn Publishers, 2003), pp. 577–578.
18. “Deconstructive Reading,” IJAEAS 3: 1& 2 (December 2002), pp. 45–53.
19. “Problems in Modern English-Arabic Lexicography,” Journal of Arabic Linguistics 42 (2003):41-52.
20. “The Translation of Names,” Turjuman (Turjuman, forthcoming).
21. “The Influence of Translation on Arabic,” University of Sharjah Journal for Shari’a Sciences and Humanities, vol. 4, No. 2 (June 2007), 195-216. This essay has been translated into Turkish and published recently in Şarkiyat Mecmuasi, Sayi xix (2011-2012), pp. 172–196